# Arrondissement de Saxe du Nord
L'arrondissement de Saxe du Nord est un arrondissement (Landkreis en allemand) de Saxe (Allemagne), dans le district de Leipzig.
Son chef lieu est Torgau.
Il fut créé le 1er août 2008, par la réforme des arrondissements de Saxe de 2008.

## Villes, communes et communautés d'administration
(nombre d'habitants en 2007)
| Villes 1. Bad Düben (8 620) 2. Belgern (5 044) 3. Dahlen (4 952) 4. Delitzsch, Große Kreisstadt (27 181) 5. Dommitzsch (2 923) 6. Eilenbourg, Große Kreisstadt (17 248) 7. Mügeln (4 642) 8. Oschatz (15 745) 9. Schildau, Gneisenaustadt (3 659) 10. Schkeuditz (18 150) 11. Taucha (14 561) 12. Torgau (17 837) Verwaltungsgemeinschaften et Verwaltungsverbände - Verwaltungsgemeinschaft Beilrode avec les communes membres Arzberg, Beilrode et Großtreben-Zwethau - Verwaltungsgemeinschaft Dommitzsch avec les communes membres Dommitzsch, Elsnig et Trossin - Verwaltungsgemeinschaft Torgau avec les communes membres Dreiheide, Pflückuff, Torgau et Zinna - Verwaltungsgemeinschaft Krostitz avec les communes membres Krostitz et Schönwölkau - Verwaltungsverband Eilenburg-West (siège : Eilenburg) avec les communes membres Jesewitz et Zschepplin - Verwaltungsverband Wiedemar avec les communes membres Neukyhna (VV-Sitz im Ortsteil Kyhna), Wiedemar et Zwochau | Communes 1. Arzberg (2 217) 2. Beilrode (2 612) 3. Cavertitz (2 507) 4. Doberschütz (4 440) 5. Dreiheide (2 427) 6. Elsnig (1 660) 7. Jesewitz (3 133) 8. Krostitz (3 936) 9. Laußig (4 368) 10. Liebschützberg (3 397) 11. Löbnitz (2 256) 12. Mockrehna (5 482) 13. Naundorf (2 616) 14. Neukyhna (2 507) 15. Rackwitz (5 219) 16. Schönwölkau (2 644) 17. Trossin (1 478) 18. Wermsdorf (5 831) 19. Wiedemar (2 233) 20. Zinna (1 627) 21. Zschepplin (3 161) 22. Zwochau (1 118) |